# Караш-Северін
Ка́раш-Севері́н (рум. Caras-Severin), — повіт (жудець) на заході Румунії, у Банаті. Більша частину повіту займають Банатські гори, на стику Трансильванських Альп, Західних Румунських гір і гір Пояна-Руске. Площа 8,5 тис. км². Населення 333,2 тис. осіб (2002). Адміністративний центр — м. Решица.

## Географія
За площею є третім найбільшим повітом у Румунії після Сучавського й Тімішського. 67 % поверхні займають Південні Карпати: включаючи Банатські гори, гори Тарку-Годеану й Цернейські гори. Висоти гір: 600—1200 м. На заході повіту знаходяться пагорби, які є переходом з гір до Банатської рівнини.
Караш-Северін є повітом, у якому Дунай випливає на землі Румунії біля Базіаша.
Інші річки: Тіміш, Церна, Караш, Нера.
Землі Караш-Северину є надзвичайно красиві. Долини річок, гори, ліси й поселення складають чудові європейські ландшафти.

## Демографія
Повіт є частиною єврорегіону Дунай-Кереш-Марош-Тиса.
Щільність населення в 2002 році — 39 осіб/км².
У повіті проживає велика українська громада, що налічує десятки тисяч — нащадків запорізьких козаків з Задунайської Січі, що переселилися в Банат.
Національний склад населення
| Народ    | Частка населення (2002), % |
| -------- | -------------------------- |
| румуни   | 88.24 %                    |
| цигани   | 2.37 %                     |
| хорвати  | 1.88 %                     |
| німці    | 1.84 %                     |
| серби    | 1.82 %                     |
| угорці   | 1.74 %                     |
| українці | 1.05 %                     |
| інші     | 1.06 %                     |

| Рік  | Населення повіту |
| ---- | ---------------- |
| 1948 | 302,254          |
| 1956 | 327,787          |
| 1966 | 358,726          |
| 1977 | 385,577          |
| 1992 | 376,347          |
| 2002 | 333,219          |

## Міста
- Решица
- Карансебеш
- Бокша
- Оравіца
- Молдова-Ноуе
- Оцелу-Рошу
- Аніна
- Беїле-Херкулане

## Господарство
Повіт дає 2,7 % валового промислового виробництва і 1,1 % валового сільсько-господарського виробництва країни.
Чорна металургія і машинобудування (Решица, Оцелу-Рошу, Бокша), деревообробна (Карансебеш) і харчова промисловість. Видобування залізної (Окна-де Ф'єр) та мідної (Молдова-Нова) руди.
Посіви кукурудзи, пшениці, картоплі, льону-кучерявця. У передгір'ях — садівництво. Поголів'я (1971, в тис.): великої рогатої худоби 84, свиней 35, овець 269. За 40 км до заходу від Турну-Северіна бальнеологічний курорт Беїле-Еркулане, джерелами якого користувалися ще стародавні римляни.